# Hemiblabera tenebricosa
Hemiblabera tenebricosa är en kackerlacksart som beskrevs av Rehn, J. A. G. och Morgan Hebard 1927. Hemiblabera tenebricosa ingår i släktet Hemiblabera och familjen jättekackerlackor. Inga underarter finns listade i Catalogue of Life.